# Bevatron

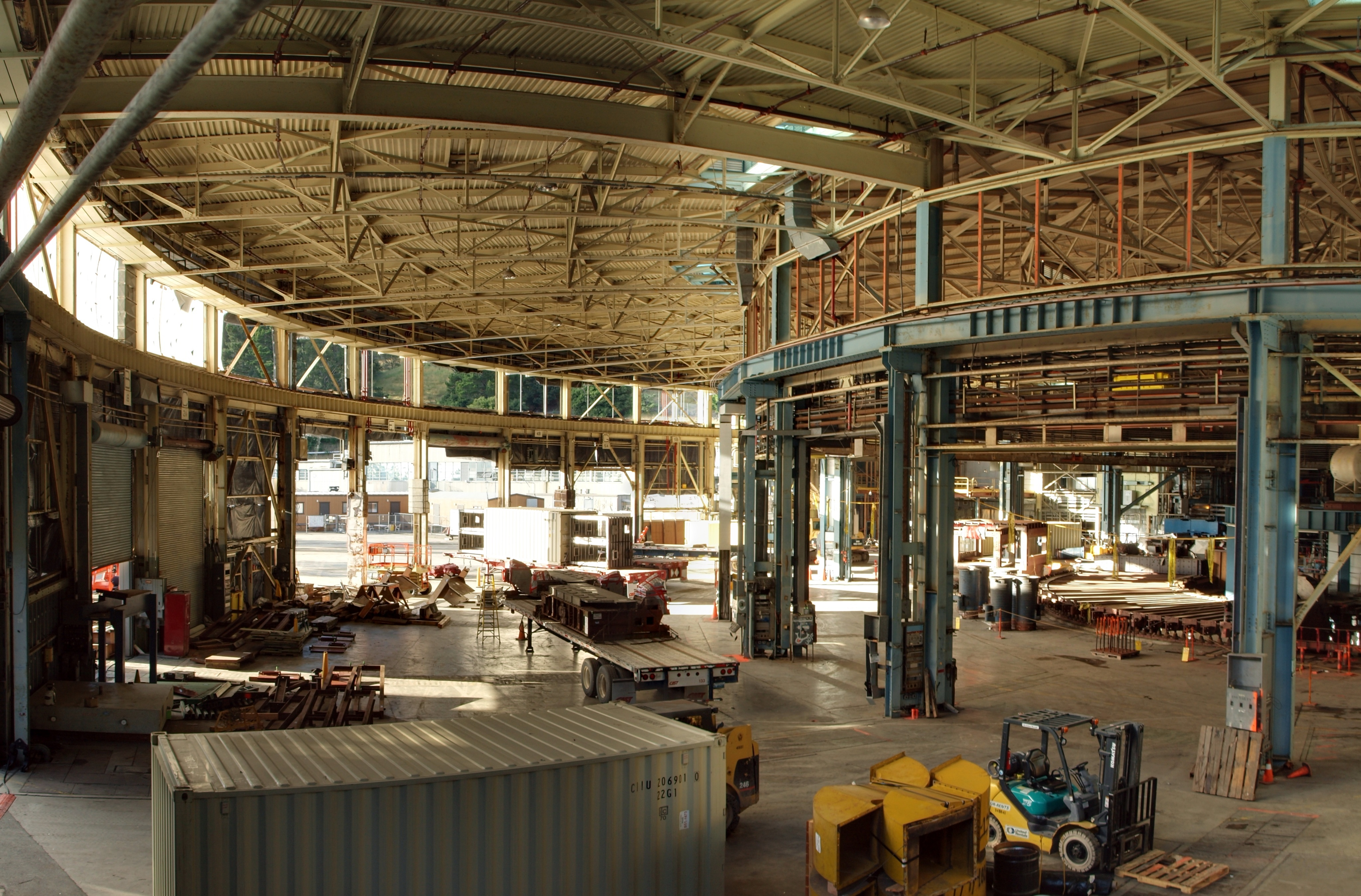
Bevatron

Le Bevatron (Billions of eV [a] Synchrotron) était un accélérateur de particules — plus précisément un synchrotron à protons à focalisation faible — situé au Laboratoire national Lawrence-Berkeley, aux États-Unis. Exploité à partir de 1954, il a permis la découverte de l'antiproton en 1955, entraînant le prix Nobel de physique pour Emilio Gino Segrè et Owen Chamberlain en 1959.

## Bevalac
Le Bevatron reçut un nouveau souffle en 1971, lorsqu'il fut joint à l'accélérateur linéaire SuperHILAC comme injecteur d'ions lourds.  La combinaison des deux dispositifs fut conçue par Albert Ghiorso, qui le nomma le Bevalac.  Il pouvait accélérer une grande variété de noyaux stables à des énergies relativistes.  Il fut finalement désactivé en 1993.